# Senija
Senija è un comune spagnolo situato nella comunità autonoma Valenciana.

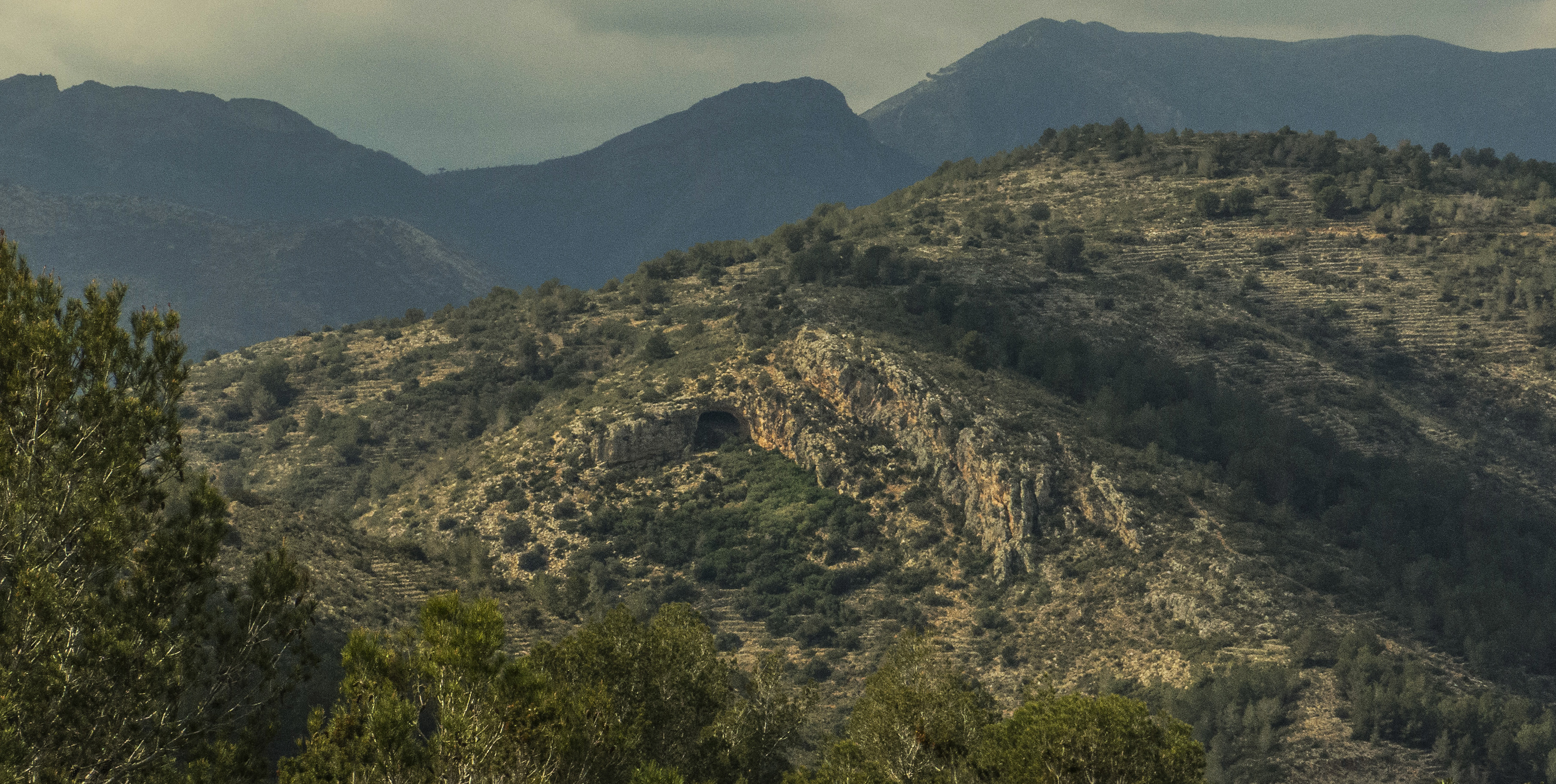
Cova Gola